# Червонка (Сокульський повіт)
Червонка (пол. Czerwonka) — село в Польщі, у гміні Суховоля Сокульського повіту Підляського воєводства.
Населення — 265 осіб (2011).
У 1975-1998 роках село належало до Білостоцького воєводства.

## Демографія
Демографічна структура станом на 31 березня 2011 року:
|          | Загалом | Допрацездатний вік | Працездатний вік | Постпрацездатний вік |
| -------- | ------- | ------------------ | ---------------- | -------------------- |
| Чоловіки | 142     | 31                 | 92               | 19                   |
| Жінки    | 123     | 19                 | 63               | 41                   |
| Разом    | 265     | 50                 | 155              | 60                   |